# Ornithogalum nivale
Ornithogalum nivale är en sparrisväxtart som beskrevs av Pierre Edmond Boissier. Ornithogalum nivale ingår i släktet stjärnlökar, och familjen sparrisväxter. Inga underarter finns listade i Catalogue of Life.